# Osiedle Kolorowe (Opole)
Osiedle Kolorowe – osiedle w Opolu wchodzące w skład dzielnicy Malinka. Usytuowane jest we wschodniej części miasta, ok. 5 km od Rynku.
Osiedle powstało w latach 1999-2009. Dominuje na nim niska zabudowa, bloki 3-piętrowe. Istnieją bardzo dobre połączenia komunikacyjne (9 linii autobusowych).

## Obszar Osiedla Kolorowego i położenie
Osiedle usytuowane jest w obrębie ulic: Krzemieniecka, Lwowska oraz Tarnopolska. Od strony południowej graniczy z Osiedlem Malinka II (rozdziela je Aleja Solidarności).

## Historia
Budowa osiedla rozpoczęła się w 1999 r. Początkowo prace postępują szybko, jednak w 2000 r. deweloper (spółka Dobre Domy) składa wniosek o upadłość. Zapoczątkowało to ujawnienie afery korupcyjnej w ówcześnie rządzącej w Opolu partii SLD, co w kolejnych latach doprowadziło do aresztowań lokalnych liderów ugrupowania. Ostatecznie w latach 2006-2009 dokończono budowę osiedla.

## Komunikacja
Do osiedla prowadzi wiele połączeń komunikacyjnych. Można dotrzeć tu liniami autobusowymi 9, 10, 13, 15, 17, 18, 28 i nocnymi N1 oraz N15.